# Muş
Muş o Muix (kurd: Mûs, armeni: Մուշ) és una ciutat de Turquia, capital de la província de Muş i del districte de Muş. La població del municipi s'estimava el 2009 en 72.774 habitants. Es troba als contraforts de la vall del Murad Su, plana fèrtil on es cultiva el blat, el tabac i la vinya. La província turca de Muş té 8.023 km² i una població de gairebé 500.000 habitants.

## Història[calcitació]
Se suposa que hi va haver una fortalesa en temps del regne d'Urartu. La població va sorgir a l'entorn de la fortalesa no llunyana al riu Mel, afluent del Murad Su, fortalesa de la qual la fundació la tradició l'atribueix a Muixel Mamiconi ancestre d'aquesta poderosa família, el segle iv. Fou capital de la regió de Taron abans de l'època pre-islàmica, regió esmentada com a Tarun pels àrab, nom que de vegades es va donar a la mateixa població.
Del 825 al 851 fou residència del bagràtida Bagrat que el 851 fou portat per la força a Bagdad. El governador d'Armènia Yusuf ben Abu Said ben Marwazi (o Yusuf ibn Abu Said al-Marwani) fou assassinat a Muix el març del 852 per la població revoltada contra els alts impostos. Fou part del regne bagràtida armeni vassall del califat. Vers el 964 estava en mans d'un aventurer musulmà època en què al-Mukaddasi l'esmenta per primer cop amb el nom de Muix. Vers el 985 fou saquejada per l'emir kurd de Diyar Bakr, Mayyafariquin, Nisibe, Ardjesh i Khelat, el marwànida Badh (Abu Abdallah al-Husain ben Daustak al-Tsharbukhti).
Després va dependre dels seljúcides i del Shah-i Armin d'Akhlat que va disputar la regió amb els ortúquides. El 1207 fou assetjada per l'aiubita Nadjm al-Din. El 1228 se'n va apoderar el xa de Coràsmia Djalal al-Din Manguberti, però poc després va lliurar batalla a la plana de Muix contra el príncep seljúcida d'Erzurum i fou derrotat. Després van venir els mongols i al segle xiv estava en ruïnes. Tamerlà la va ocupar el 1386. Va pertànyer als aq qoyunlu que la van conservar en general fins al 1473 i després l'autoritat va passar a petits caps kurds locals que es van sotmetre a l'Imperi Otomà sent considerat els prínceps com a sanjakbegis, i depenent de vegades del de Bidlis i altres del de Van. A l'inici del segle xix governava el mirmiran kurd Emin Pasha deposat pels otomans el 1828/1829.
El 1878 va esdevenir seu d'un sandjak del wilayat de Bidlis o Bitlis, segregat d'Erzurum. En aquest temps tenia 5000 habitants la meitat armenis i la meitat musulmans de majoria kurda. Hi havia esglésies cristianes armènies i catòliques. Al final del segle xix va començar l'activitat revolucionària del Dashnak (1894). Durant deu anys bandes armènies manades pel cap guerriller Andranik foren actives a la zona. Les represàlies otomanes van portar a les matances del 1915 als districtes de Muix, Bidlis i Sassun per tropes turques i irregulars kurds. L'estiu de 1916 l'exèrcit rus va envair el nord-est d'Anatòlia fins a Muix, que els otomans van recuperar el 1917 (II Exèrcit manat per Mustafà Kemal, el futur Ataturk) i els russos es van retirar de la regió quan es va signar el tractat de Brest-Litovsk de març de 1918. La República Armènia aspirava a aquests territoris que el tractat de Sevres i el laude arbitral del president americà Wilson li va concedir però quan ja estava en mans dels turc nacionalistes i la república Armènia quedava reduïda a territoris al Caucas i queia en mans dels soviètics.
Només els kurds van restar a Muix. El 1970 hi havia una població de 44.000 habitants a la ciutat i de 234.000 a la província.